# Robert Gesink
Robert Gesink (Varsseveld, 31 maggio 1986) è un ex ciclista su strada olandese, professionista dal 2007 al 2024, è Soprannominato The Condor of Varsseveld, ha caratteristiche di scalatore. In carriera ha vinto una tappa alla Vuelta a España e un Tour of California.

## Carriera

### 2006-2008: i primi anni
Nel 2002 e nel 2004 si laurea campione olandese a cronometro Juniores. Nel 2006, tra le file del team Rabobank Continental (formazione Under-23), vince una tappa e la classifica finale della Settimana Ciclistica Lombarda, corsa per professionisti. Si classifica inoltre secondo al Tour de l'Avenir, terzo alla Volta ao Algarve e quarto al Giro di Colonia. Passa professionista all'inizio del 2007 con la Rabobank, firmando un contratto biennale. Nella prima stagione da pro coglie un successo, nella quarta tappa del Giro del Belgio, e piazzamenti come il secondo posto al Tour de Pologne e l'ottavo alla Freccia Vallone (entrambe gare ProTour). In giugno prolunga inoltre fino al 2012 il suo contratto con la Rabobank.
Nel 2008 vince una tappa al Tour of California e conclude quarto alla Parigi-Nizza, alla Freccia Vallone e al Critérium du Dauphiné Libéré. Partecipa poi ai Giochi olimpici di Pechino, classificandosi decimo sia nella gara in linea (nono dopo la squalifica di Davide Rebellin) che nella cronometro. Chiude quindi la Vuelta a España di quell'anno in settima posizione, a quasi 7 minuti dal vincitore, lo spagnolo Alberto Contador.

### 2009-2010: i piazzamenti al Tour e alla Vuelta
Nel 2009 debutta al Tour de France. Partito con ambizioni di classifica, è costretto già dopo pochi giorni al ritiro a causa di una frattura al polso sinistro rimediata in una caduta. Rientrato alle corse, ripete come nel 2008 le buone prestazioni alla Vuelta a España, duellando con Alejandro Valverde per la conquista della vittoria finale. Una ferita al ginocchio sinistro, procurata in una caduta durante la diciassettesima tappa della corsa, gli pregiudica però un piazzamento sul podio: conclude la corsa al sesto posto. In ottobre ottiene il primo successo stagionale, al Giro dell'Emilia; al termine della stagione viene così eletto, come già nel 2008, miglior ciclista olandese dell'anno, e insignito del Trofeo Gerrit Schulte.
Dopo aver vinto una tappa, vestito per tre giorni la maglia di leader ed essersi classificato quinto al Tour de Suisse 2010, si presenta al Tour de France come corridore di supporto a Denis Men'šov, uno dei favoriti per la vittoria finale. Scala sia le Alpi che i Pirenei con i migliori, rimanendo quasi sempre nei primi venti, e alla fine conclude la corsa in sesta posizione, preceduto da Alberto Contador (poi squalificato), Andy Schleck, lo stesso Men'šov, Samuel Sánchez e Jurgen Van Den Broeck. Le prestazioni alla Grande Boucle, oltre ai successi – tra settembre e ottobre – al Giro dell'Emilia e nella prima edizione del Grand Prix Cycliste de Montréal, lo portano ad essere eletto miglior ciclista olandese dell'anno per la terza volta consecutiva; gli consentono inoltre di piazzarsi settimo nella classifica mondiale UCI 2010 (sesto dopo la squalifica di Contador). In quello stesso autunno aveva saltato il Giro di Lombardia per stare vicino al padre, vittima di un grave incidente durante una competizione ciclistica. Il genitore morirà però due settimane dopo.

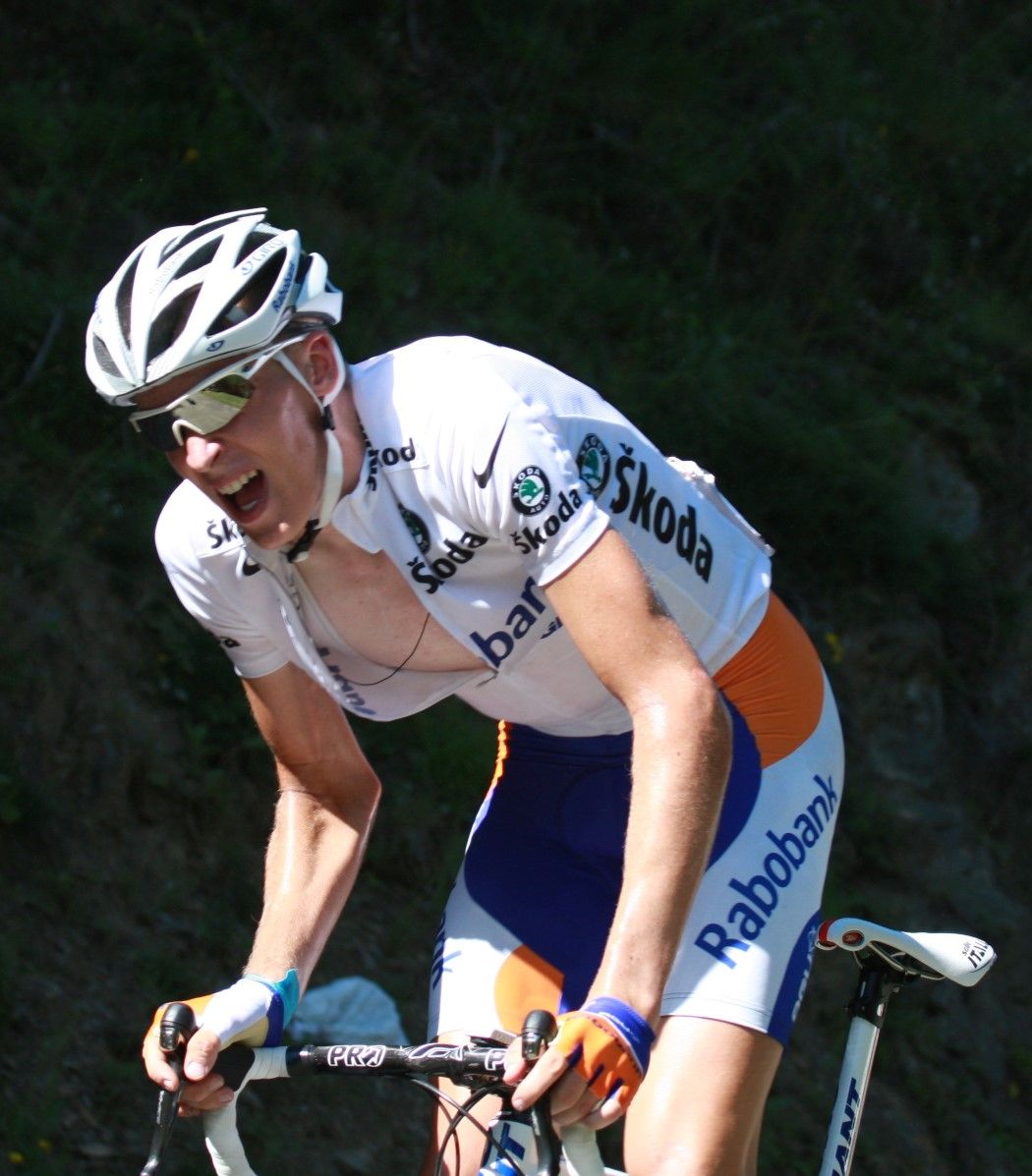
Robert Gesink in azione al Tour de France 2010.

### 2011-2013: l'infortunio e il rientro

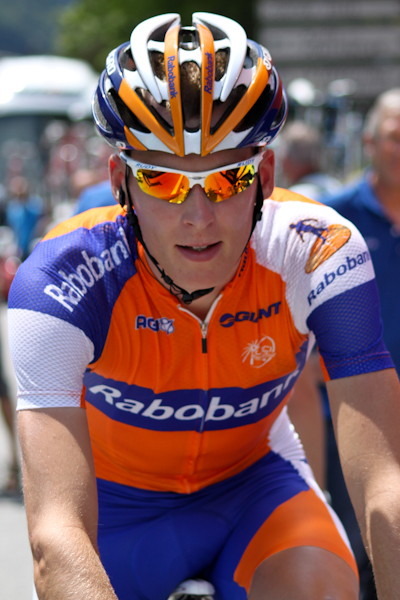
Robert Gesink in maglia Rabobank nel 2011.

Inizia la stagione 2011 imponendosi nel Tour of Oman con la vittoria di due tappe, per poi prendere il via alla Tirreno-Adriatico. Nella corsa a tappe italiana, dopo aver vinto la cronometro a squadre, chiude secondo a 11 secondi dal vincitore Cadel Evans. A fine aprile, alla Vuelta al País Vasco, si classifica terzo nella graduatoria finale, risultato questo che gli permetterà di occupare il primo posto nella speciale classifica World Tour, persa poi dopo le classiche delle Ardenne a favore di Philippe Gilbert. Durante il Tour de France una caduta gli procura contusioni ai fianchi e alla schiena, e non gli permette di esprimersi al meglio: conclude la gara in trentatreesima posizione. Nella seconda parte di stagione evidenzia un buono stato di forma, e si piazza secondo al Grand Prix Cycliste de Québec. Il 18 settembre, però, è vittima di un incidente in allenamento che gli procura una frattura al femore destro: ricoverato e operato all'ospedale di Doetinchem, è costretto a saltare i campionati mondiali, il Giro dell'Emilia - da lui vinto due volte - e il Giro di Lombardia.
Il 2012 di Gesink si apre, nonostante l'inattività per l'infortunio, con il prolungamento fino al 2014 del contratto con la Rabobank. Dopo la lunga fase di riabilitazione, rientra alle gare in febbraio. In maggio torna al successo vincendo una tappa e la classifica generale del Tour of California; si classifica poi quarto al Tour de Suisse e sesto ai campionati nazionali. Tra agosto e settembre partecipa alla Vuelta a España, ottenendo il sesto posto nella graduatoria finale, a più di 12 minuti dal vincitore Contador.
L'anno dopo, in maglia Blanco/Belkin, prende parte al Giro d'Italia, uno degli obiettivi stagionali, puntando a un piazzamento tra i primi cinque. In quella "Corsa rosa" non riesce però a lasciare il segno e prima della diciannovesima tappa (in seguito annullata), quando era dodicesimo in graduatoria, decide di ritirarsi dalla gara per problemi fisici. Dopo aver corso anche il Tour de France, vince il Grand Prix Cycliste de Québec in Canada e si classifica decimo al Giro di Lombardia.

### Dal 2016: la vittoria di tappa alla Vuelta e il lavoro di gragariato.

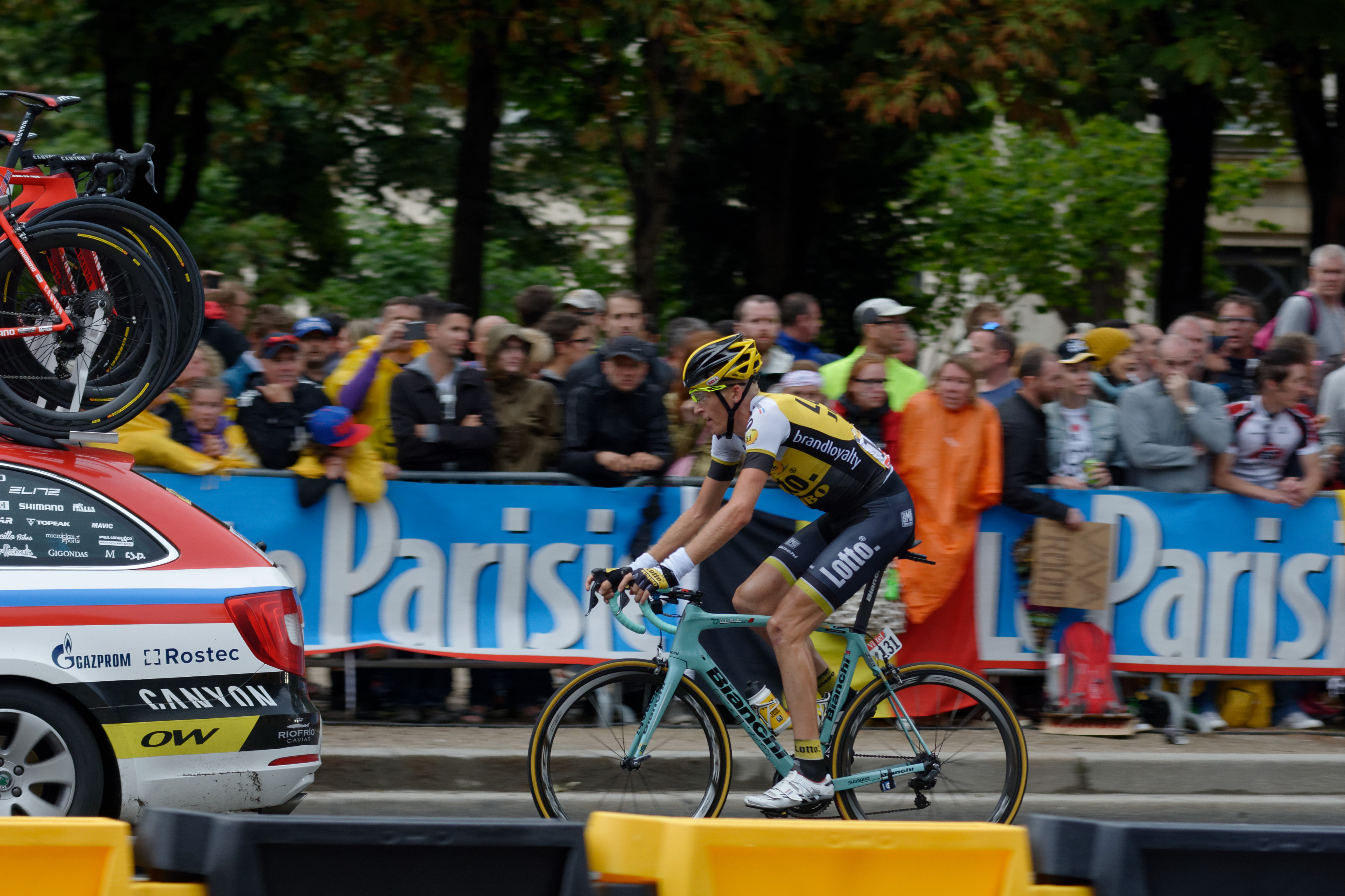
Robert Gesink impegnato in una tappa, del Tour de France 2015.

Nel 2016, dopo un tribolato inizio di stagione, si presenta alla Vuelta a España in buone condizioni, con il compito di supportare il compagno Steven Kruijswijk che si presenta al via con ambizioni di classifica. Dato che il capitano, a causa di una caduta, è presto costretto al ritiro, Gesink si trova libero di lottare per i successi parziali. Sul prestigioso traguardo dei Lagos de Covadonga viene superato solo da Nairo Quintana ma poi, alla 14ª tappa, si impone sull'arrivo in salita dell'Aubisque precedendo i compagni di fuga. Dopo la Vuelta conclude settimo al Giro di Lombardia.
Nel 2017 affronta il Tour de France puntando alle tappe. Si classifica secondo nell'ottava frazione, alle spalle di Lilian Calmejane ma poi cade il giorno successivo, fratturandosi una vertebra. Conclude così anzitempo la stagione 2017. Nel 2018 partecipa al Giro d'Italia, classificandosi secondo nella tappa alpina di Cervinia alle spalle di Mikel Nieve, e ancora al Tour de France, correndo in supporto dei compagni Primož Roglič e Steven Kruijswijk.

## Palmarès

### Strada
- 2004 (Juniores)

5ª tappa Course de la Paix Juniors (Terezin > Terezin)
Campionati olandesi, Prova a cronometro Juniores
3ª tappa Tour du Pays de Vaud (Savigny > Payerne)
Circuit de la Région Wallonie
- 2006 (Rabobank Continental Team)

6ª tappa Circuito Montañés
Classifica generale Circuito Montañés
3ª tappa Settimana Ciclistica Lombarda
Classifica generale Settimana Ciclistica Lombarda
- 2007 (Rabobank, una vittoria)

4ª tappa Giro del Belgio (Herzele > Aywaille)
- 2008 (Rabobank, una vittoria)

3ª tappa Tour of California
- 2009 (Rabobank, una vittoria)

Giro dell'Emilia
- 2010 (Rabobank, tre vittorie)

6ª tappa Tour de Suisse (Meiringen > La Punt Chamues-ch)
Grand Prix Cycliste de Montréal
Giro dell'Emilia
- 2011 (Rabobank Cycling Team, tre vittorie)

4ª tappa Tour of Oman (Sultan Qaboos University > Jabal al Akhdhar)
5ª tappa Tour of Oman (Al Jissah > Al Jissah, cronometro)
Classifica generale Tour of Oman
- 2012 (Rabobank Cycling Team, due vittorie)

7ª tappa Tour of California (Ontario > Mount Baldy)
Classifica generale Tour of California
- 2013 (Blanco Pro Cycling Team/Belkin Pro Cycling Team, una vittoria)

Grand Prix Cycliste de Québec
- 2016 (Team Lotto NL-Jumbo, una vittoria)

14ª tappa Vuelta a España (Urdax-Dantxarinea > Aubisque/Gourette)

#### Altri successi
- 2004 (Juniores)

Classifica scalatori Int. Junioren Driedaagse van Axel
- 2007 (Rabobank)

Classifica giovani Tour of California
Classifica giovani Deutschland Tour
- 2008 (Rabobank)

Classifica giovani Tour of California
Classifica giovani Parigi-Nizza
- 2009 (Rabobank)

Classifica giovani Tour of California
- 2010 (Rabobank)

Classifica giovani Tour Méditerranéen
Classifica giovani Tirreno-Adriatico
Profronde van Stiphout (Stiphout)
- 2011 (Rabobank Cycling Team)

Classifica giovani Tour of Oman
1ª tappa Tirreno-Adriatico (Marina di Carrara, cronosquadre)
Classifica giovani Tirreno-Adriatico
- 2022 (Jumbo-Visma)

1ª tappa Vuelta a España (Utrecht > Utrecht, cronosquadre)
- 2023 (Jumbo-Visma)

2ª tappa Vuelta a Burgos (Oña > Poza de la Sal, cronosquadre)

## Piazzamenti

### Grandi Giri
- Giro d'Italia

2013: non partito (20ª tappa)
2018: 23º
2024: non partito (2ª tappa)
- Tour de France

2009: non partito (6ª tappa)
2010: 4º
2011: 33º
2012: non partito (12ª tappa)
2013: 26º
2015: 6º
2017: ritirato (9ª tappa)
2018: 31º
2020: 42º
2021: ritirato (3ª tappa)
- Vuelta a España

2008: 7º
2009: 6º
2012: 6º
2014: non partito (18ª tappa)
2016: 34º
2019: 27º
2020: 35º
2021: 62º
2022: 40º
2023: 52º
2024: 52°

### Classiche monumento
- Liegi-Bastogne-Liegi

2008: 13º
2009: 49º
2010: 15º
2011: 30º
2012: 57º
2016: 78º
2018: 24º
2019: ritirato
2021: 47º
- Giro di Lombardia

2007: 15º
2008: 58º
2009: 6º
2013: 10º
2015: 11º
2016: 7º
2018: 45º
2019: 33º
2022: 76º

### Competizioni mondiali
- Campionati del mondo

Verona 2004 - Cronometro Juniores: 8º
Verona 2004 - In linea Juniores: 6º
Madrid 2005 - In linea Under-23: 49º
Salisburgo 2006 - In linea Under-23: 6º
Stoccarda 2007 - In linea Elite: ritirato
Varese 2008 - In linea Elite: 10º
Mendrisio 2009 - In linea Elite: 36º
Limburgo 2012 - Cronosquadre: 5º
Limburgo 2012 - In linea Elite: 32º
Toscana 2013 - In linea Elite: ritirato
Richmond 2015 - Cronosquadre: 6º
Richmond 2015 - In linea Elite: 91º
- Giochi olimpici

Pechino 2008 - In linea: 9º
Pechino 2008 - Cronometro: 10º
Londra 2012 - In linea: 23º

## Riconoscimenti
- Trofeo Gerrit Schulte nel 2008, 2009 e 2010